# Miedziany Kostur

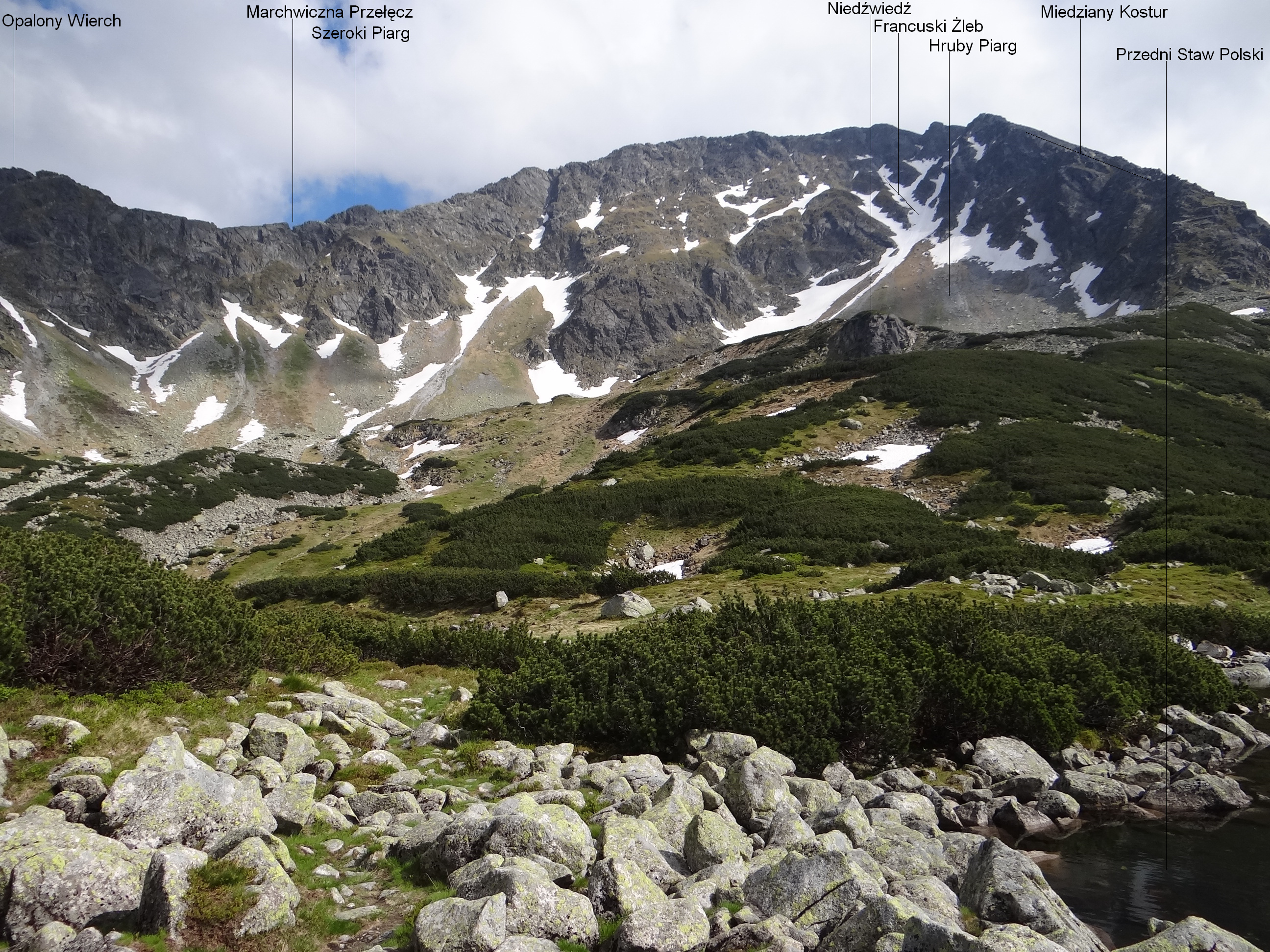
Widok z Doliny Pięciu Stawów Polskich

Miedziany Kostur – wybitne żebro w opadających do Doliny Pięciu Stawów Polskich stokach Miedzianego w  Tatrach Wysokich. Zaczyna się w zworniku (2227 m) położonym około 220 m na południowy zachód od najwyższego wierzchołka Miedzianego (2237 m) i biegnie w kierunku północno-zachodnim (dokładniej NNW). Jego orograficznie prawe stoki opadają do Hrubego Piargu, lewe do Brzuchatego Piargu.  Przedłużeniem Hrubego Piargu jest Francuski Żleb podchodzący pod siodełko tuż po północno-wschodniej stronie zwornika.
Górna część stoków opadających na Brzuchaty Piarg jest mało stroma i w dużym stopniu trawiasta. Najwyższa część tego stoku nosi nazwę Miedzianego Upłazu. Ma on dość spore rozmiary  i jest trawiasty, ale silnie zerodowany. Stok opadający na Hruby Piarg jest stromy i skalisto-trawiasty (znajdują się tu jaskinie: Dziura w Miedzianym Kosturze I i Dziura w Miedzianym Kosturze II). Miedziany Kostur opada do wysokości około 1880 m, ma więc około 300 m różnicy wzniesień. W najniższej części zakręca w kierunku północno-wschodnim, a jego przedłużeniem jest bula zwana Niedźwiedziem (1812 m).
Pierwsze (prawdopodobnie) przejście granią Miedzianego Kostura: Mieczysław Szczuka latem 1924, I i II stopień w skali trudności UIAA. Pierwsze zejście: Orla Gorska, Ludwik Gorski i Witold Henryk Paryski 25 sierpnia 1936. Pierwsze przejście zimowe: Jerzy Hajdukiewicz i Jan Staszel, kwiecień 1951. Obecnie wspinaczka w masywie Miedzianego jest zakazana (obszar ochrony ścisłej).
Na Miedzianym Kosturze oraz na Miedzianym Upłazie znajdują się stanowiska rzadkiego gatunku rośliny skalnicy odgiętolistnej, w Polsce występującej tylko w Tatrach i to w niewielu tylko miejscach.